# ストック・タンク

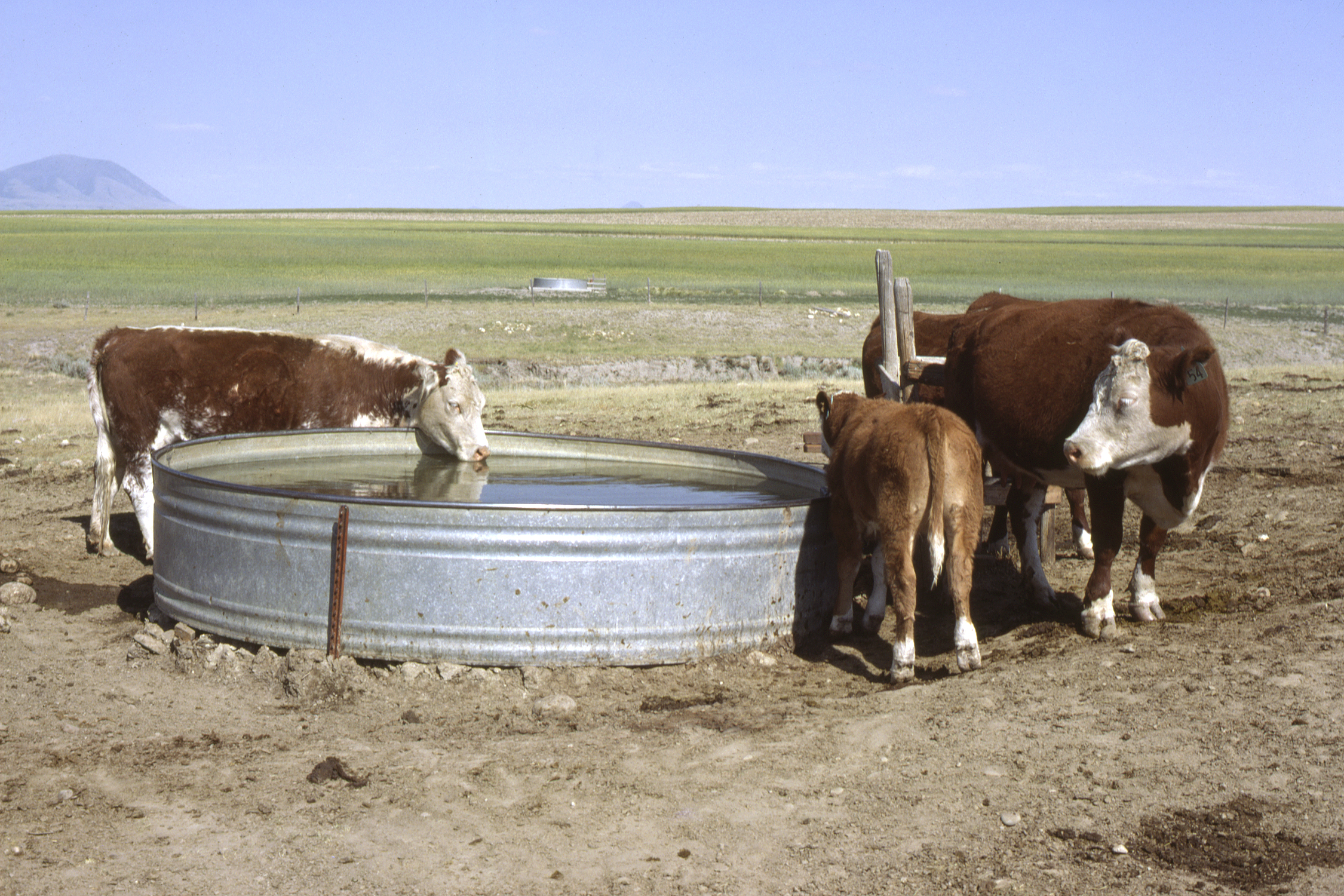
パイプ給水のストック・タンクの水を飲む牛。

ストック・タンク（英: stock tank）は、牛や馬などの動物に飲料水を供給するために使用される。ストック・タンクの大きさは、100リットルから5500リットル以上で、通常、亜鉛めっき鋼製である。これらのタンクは、ポンプ、風力ポンプ、小川、湧き水、雨や雪解け水による流出水、またはトラックで運ばれた水によって満たされる。テキサス州の一部では、牧場主が池や水飲み場のことをストック・タンクと呼ぶ。

## トリック・タンク
トリック・タンクはストック・タンクの一種である。降水を集め、蒸発を最小限に抑え、適切な水質を維持するため、蓋付きのタンクに水を溜め、必要に応じて動物が飲めるように洗面器に水を供給する。給水は、水洗トイレのタンクにあるボールコックに似た機械式フロート装置で調節することができる。トリックタンクは、逆傘型やエプロン型など、いくつかのスタイルで製造されている。重量があるため、人里離れた荒野で使用されることが多く、ヘリコプターでの運搬が必要な場合もある。
家畜ではなく、野生動物に水を供給するために、トリックタンクを囲むように柵を設けることもある。柵は牛や羊を排除する役割を果たす。アメリカ南西部では、定期的な干ばつにより、水を供給しなければ狩猟動物の個体数が激減する可能性があるため、トリックタンクは広く使われている。

## その他の用途

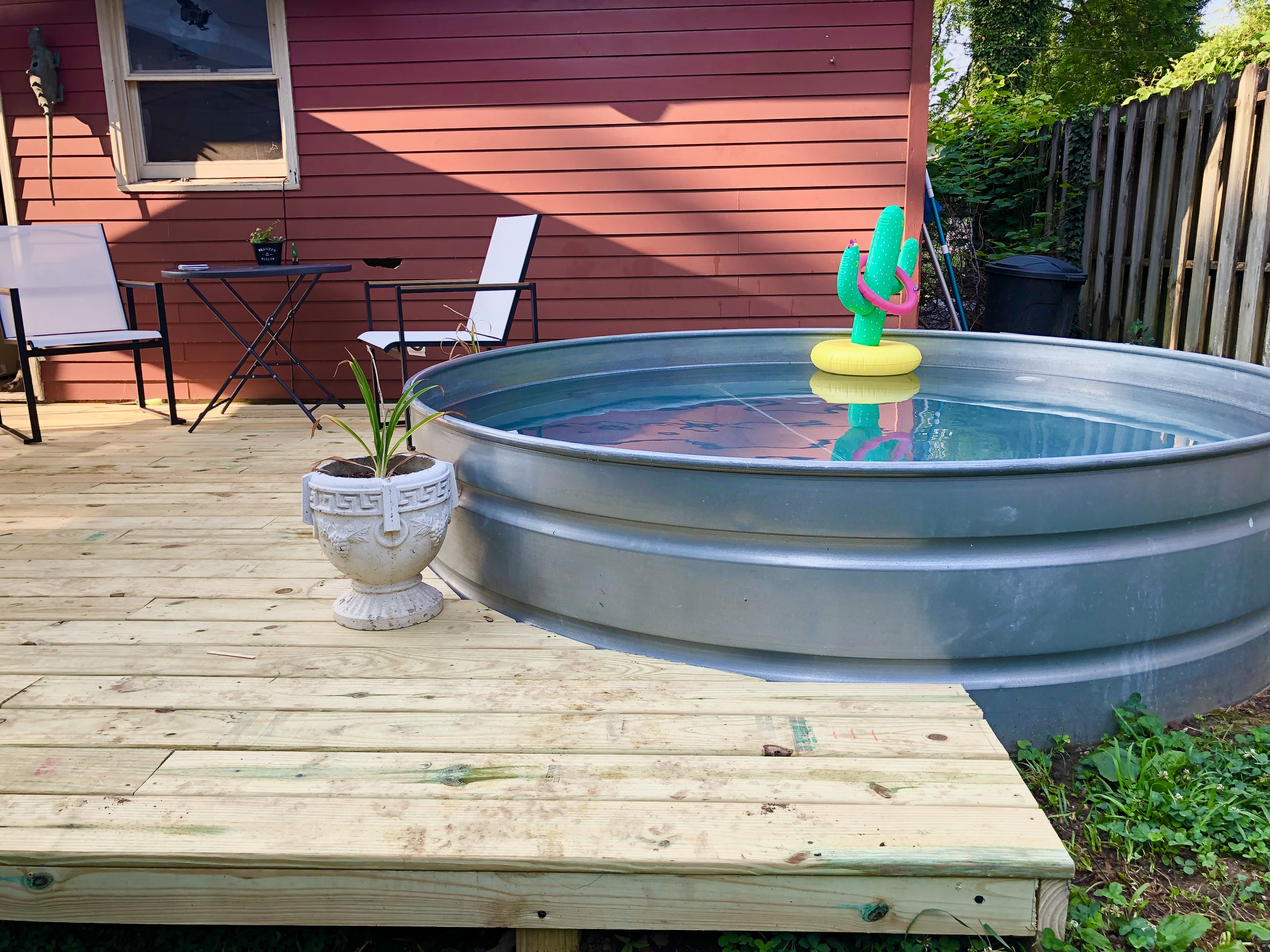
ストック・タンクは、殺菌用塩素化合物錠剤とフィルターポンプを使って、裏庭のプール、つまり「ストックタンクプール」として再利用できる。

ストック・タンクは、フィルター・ポンプを後付けし、塩素や安定化過酸化水素を加えることで、夏の間中水を清潔に保つ「素朴な」裏庭の地上プール、あるいは「ストック・タンク・プール」として使われることが増えている。金属製のストック・タンクも、ジェットバスの安価な代替品として使用されている。プロパンヒーターや水中薪ストーブの使用など、様々な暖房方法が可能である。
ストック・タンクのもう一つの用途は、フェアやその他のイベントで、缶飲料やボトル飲料、あるいはスイカのような生鮮食品を保存するために氷を入れることである。カウボーイ教会では、水の洗礼式にストック・タンクを使うのが一般的である。ストック・タンクは、魚やカメ、カエルなどの水生ペットのための完璧な室内生息地にもなる。タックル・ショップでは、釣り用のミノーを保管していることでも知られている。